# Kaan Taşaner
Kaan Taşaner (Antalya, 23 de abril de 1979) es un actor turco. En 1999-2000 estudió en el Departamento de Teatro de Konya Selçuk Üniversitesi - Konservatuarı Tiyatro Anasanat Dalı. Trabajó en la serie turca Fatmagül'ün Suçu Ne? ( ¿Qué culpa tiene Fatmagul?) como Erdoğan y en Kuzey Güney como el comisario Seref. 
Recientemente actuó en la serie turca Diriliş: Ertuğrul como Gündoğdu y en Sahin Tepesi como el abogado Erkan Sarpkaya. En teatro representa desde hace dos temporadas con gran éxito la obra Esaretin Bedeli, adaptación de  The Shawshank Redemption en el papel protagonista de Andy Dufresne, un banquero inocente en prisión.
El 25 de diciembre de 2020 comienza a rodar Uyaniş Büyük Selçuklu, una nueva serie de época como Markus, un soldado romano. Kaan se incorpora a partir del capítulo 14. [cita requerida] En 2021 aparece en una nueva serie en el papel del abogado de una empresa minera.

## Filmografía
| Año       | Título                 | Personaje        | Nota(s)             |
| --------- | ---------------------- | ---------------- | ------------------- |
| 2004      | Büyük Buluşma          |                  |                     |
| 2005      | Serşinci Boyut         | Galip            |                     |
| 2007      | Hakkını Helal Et       |                  |                     |
| 2008-2009 | Kendi Okulumuza Doğru  | Ozan             | Serie de televisión |
| 2010-2012 | Fatmagül'ün Suçu Ne?   | Erdoğan Yaşaran  | Serie de televisión |
| 2012-2013 | Kuzey Güney            | Comisario Şeref  | Serie de televisión |
| 2013-2014 | Kayıp                  | Kemal Özdemir    | Serie de televisión |
| 2014-2016 | Diriliş: Ertuğrul      | Gündoğdu         | Serie de televisión |
| 2016      | Rengarenk              | Can              | Serie de televisión |
| 2018      | Mehmetçik Kutulamare   | Süleyman Askerî  | Serie de televisión |
| 2018      | Sahin Tepesi           | Erkan Sarpkaya   | Serie de televisión |
| 2020-2021 | Uyanış: Büyük Selçuklu | Mithras / Marcus | Serie de televisión |
| 2021-2022 | Kanunsuz Topraklar     | Yavuz            | Serie de televisión |
| 2022      | Gecenin Ucunda         | Mert Öndeş       | Serie de televisión |
| 2023      | Başım Belada           | Çağdaş           | Serie de televisión |
| 2024      | Kızılcık Şerbeti       | Giray Şifacıgil  | Serie de televisión |
| 2025      | Bir Zamanlar İstanbul  | Gökhan Atik      | Serie de televisión |

## Premios
| Premios | Premios                      | Premios              | Premios              |
| Año     | Premio                       | Categoría            | Trabajo              |
| ------- | ---------------------------- | -------------------- | -------------------- |
| 2012    | Televizyondizisi.com Premios | Mejor actor de apoyo | Fatmagül'ün Suçu Ne? |